# 亞伯拉罕平原戰役
魁北克戰役（英语：Battle of Quebec）或亞伯拉罕平原戰役（英語：Battle of the Plains of Abraham）是一場決定七年戰爭北美戰區（在美國則稱之為法國-印第安戰爭）勝負的戰役，發生於1759年9月13日。這場戰事就在當時魁北克城城牆外一片叫做Abraham Martin dit L'Écossais的高原上進行（現址為魁北克市的國家戰場公園）。整場戰役一共打了30分鐘，卻結束了長達3個月的攻城戰以及改變了加拿大此后的历史。

## 序幕：魁北克攻防戰
整個攻防戰在6月26日，當英國軍隊登陸聖勞倫斯河上的奧爾良島時開始，而亞伯拉罕平原上的戰鬥只是整個攻防戰的高潮。
英國艦隊由司令查爾斯·桑德斯率領，帶著49艘船艦、1944枝槍和13500名海員從佈雷頓角島上的路易斯堡要塞出發，尾隨還有140艘載著詹姆斯·渥爾夫率領的8640名英軍（當中為7030名英國正規兵、1280名民兵和330名炮兵）的登陸艇。英軍曾經試圖在城東的聖勞倫斯河北岸的蒙莫朗西瀑布登陸，卻以失敗作結。這次登陸英軍損失了440人；相對地由路易約瑟·蒙卡爾姆率領的法軍只損失了60人。

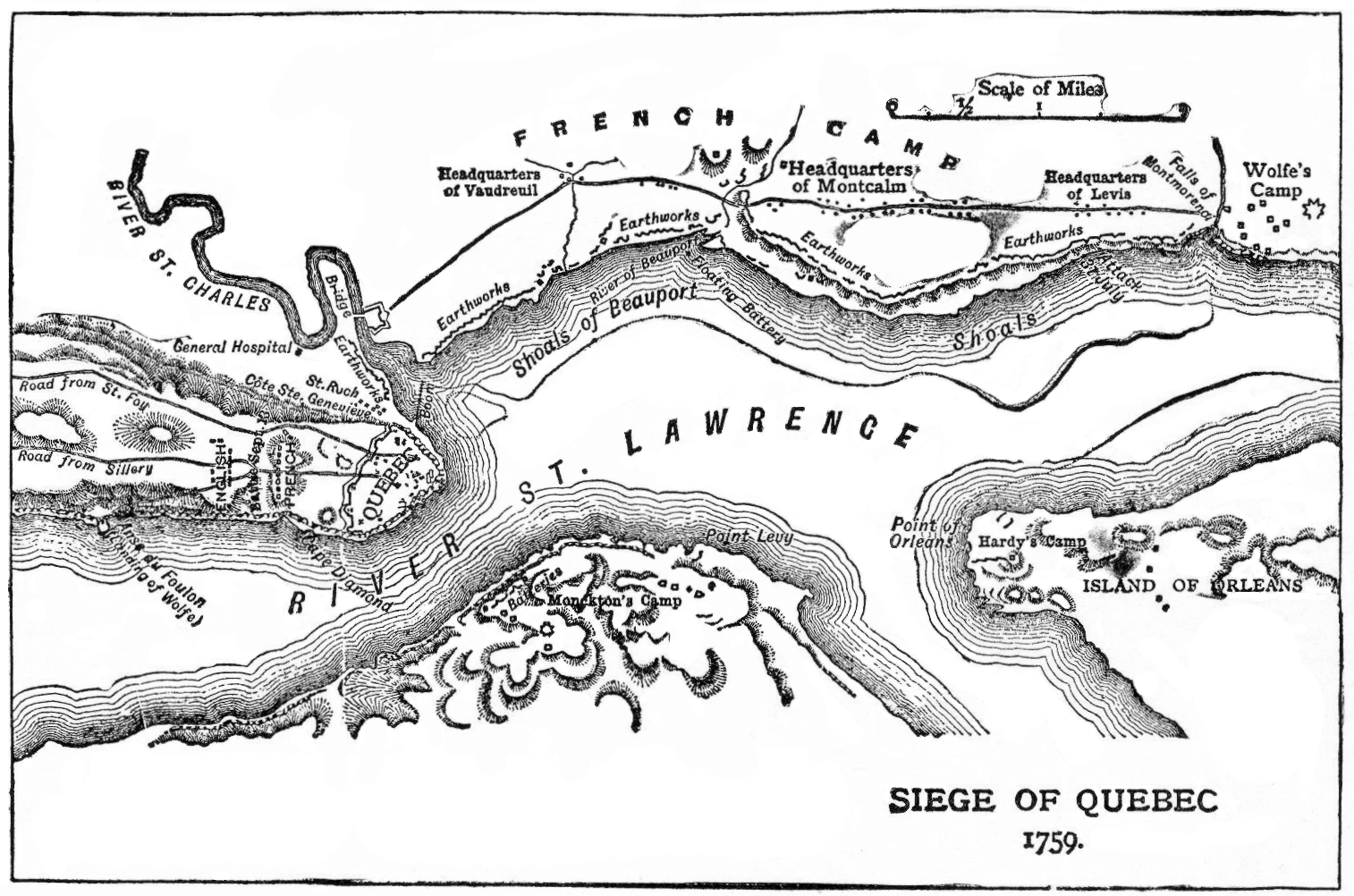
魁北克攻防戰形勢圖。魁北克城在地圖中間偏左，蒙卡爾姆的陣營在地圖上方，渥爾夫的陣營在地圖右上角。

之後的兩個多月，Saunders的艦隊一直不停地勘測聖勞倫斯河，尋找理想的登陸地點。當時只有1460人的法國海軍除了派遣火船對抗這些英軍以外再沒有多大的作為。在以後到太平洋探險的詹姆斯·庫克船長，在此時正是英軍內的其中一名勘測員。英軍燒毀了不少農田、要塞、和倉庫，但沒有控制整條河，令法軍的補給線保持得完整無缺。可是能從法國輸入的物資卻不多，這歸咎於英國海軍成功地封鎖了法國沿岸的各大港口並控制了聖勞倫斯河的河口之故。到了9月10日，渥爾夫決定在富隆灣登陸。富隆灣處於一個53米高的懸崖的底部，上面剛好就是魁北克城，並有大砲保衛。可是由於蒙卡爾姆沒有預料到英軍會從這裡登陸，所以防守並不強。渥爾夫派遣操法語的士兵回答岸上的衛兵，讓衛兵誤以為登陸艇是從上游派來的補給艇隊。
亞伯拉罕平原 

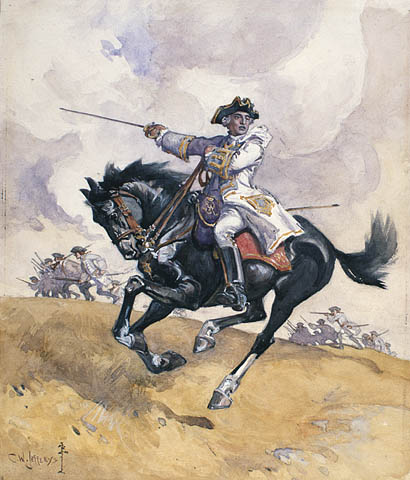
蒙卡爾姆在亞伯拉罕平原領兵作戰，Charles William Jeffreys 以水彩繪畫。

蒙卡爾姆在魁北克城與數公里外的Beauport一共部署了13,390名士兵與民兵，並且有200名騎兵、200名炮兵、300名原住民、和140名阿卡迪亞義勇軍。這大概佔了全新法蘭西四分之一的人口，但當中有相當數量的缺乏經驗的民兵；相對地大部份的英軍在十三殖民地都有戰鬥的經驗。Anse-aux-Foulons上面的懸崖頂大約由100名法國殖民地民兵把守，但被385名英軍爬上了崖頂並佔領了陣地。
在9月13日的早晨，渥爾夫召集了4,800人在魁北克城外的亞伯拉罕平原，同時間Saunders的海軍在Beauport附近聚集。蒙卡爾姆恐怕魁北克城抵擋不了英軍的圍城，以致拒絕了他幕僚堅守的建議，決定率軍迎戰，後世常認為這是一個錯誤的決定。他只帶了約4,000人出城，剩下的全都部署在Beauport岸邊，交給新法蘭西的總督指揮，以防英軍聲東擊西。
渥爾夫在城外把他的部隊以兩列排開，用以覆蓋城東的高原。此時正有1,500名法國精兵從聖勞倫斯河上游趕往英軍的後面, 但蒙卡爾姆卻毫不知情。平常小心和有條理的他這次並沒有耐心等待最佳時機反擊，當敵人還在400米遠的時候就發射子彈了，對英軍沒有構成太大的損傷。然而渥爾夫身中數彈，其中一枚更射中腹部，在戰事尾聲時陣亡。那邊廂每名英兵在槍管內放置兩顆子彈，待法軍接近至40米時才發射，這使法軍受到嚴重打擊。蒙卡爾姆下令全軍撤退回城，途中卻也受了致命傷。他忍著痛楚回到城內，並向目擊者保證傷勢沒什麼大礙；然而他在第二天清晨也傷重不治。

## 結果

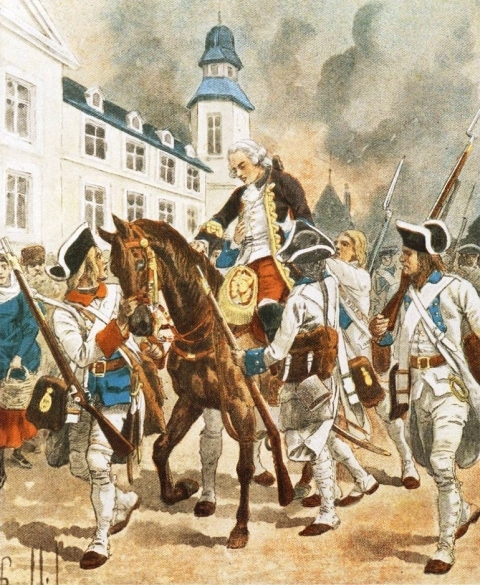
受到致命傷的蒙卡爾姆進入魁北克城

雙方在這場戰役受了大致相同的人命傷亡：英軍損失了658名士兵；法軍則損失了644名。在戰勝蒙卡爾姆之後，詹姆斯·默里率領英軍先掃蕩趕往魁北克城的法國援軍，然後聯合Saunders的海軍進攻魁北克城。城內剩餘的守軍最終在9月18日向英軍投降。
英軍攻取了魁北克城以後，聖勞倫斯河上再無任何障礙能阻止英國海軍佔領新法蘭西，而隨著英軍在1760年攻佔蒙特利爾後全個新法蘭西都落入英國手裡。1763年英法兩國簽署《巴黎和約》結束七年戰爭，並正式把新法蘭西割讓給英國。

## 現時的亞伯拉罕平原

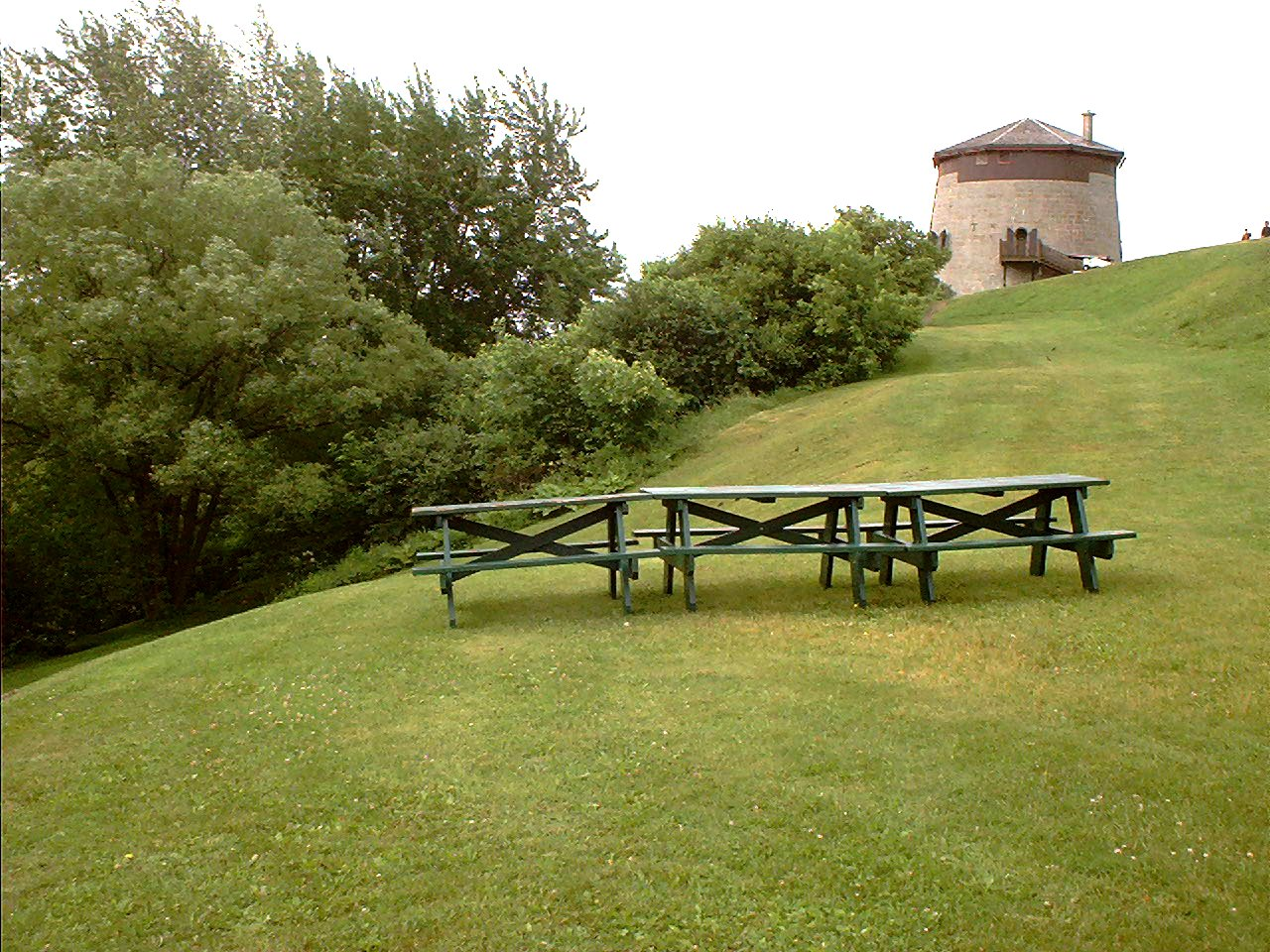
國家戰場公園內的野餐桌與馬泰樓碉堡

時至今天，除了英軍當年登陸的懸崖底部變成工業區以外，亞伯拉罕平原被加拿大政府劃為國家城市公園的一部分。它在1908年與魁北克市內的Des Braves Park結合成為國家戰場公園。園內設立了一個介紹中心和數條小徑，在聖福瓦之役的原址有一條紀念柱該場戰役，附近也有另一條紀念渥爾夫的柱。遽聞亞伯拉罕平原在1880年首次演奏《O Canada》；另外這片平原也是每年一度舉行國殤日紀念儀式的場地。
這場戰役被重新演繹了一次，收錄在紀錄片《加拿大：人民的歷史》之內。

## 外部連結
- 一名士兵對亞伯拉罕平原戰役的記述（页面存档备份，存于） （英文）
- 魁北克歷史網—亞伯拉罕平原戰役（英文）
- 亞伯拉罕平原的位置（页面存档备份，存于） (Google Maps)
- 從征途到亞伯拉罕平原（虛擬展覽）（页面存档备份，存于）（英文）
- 國家戰場公園委員會（亞伯拉罕平原）（页面存档备份，存于）（英文）